# Соціально-виховна робота
Соціа́льно-виховна́ робо́та — цілеспрямована діяльність персоналу органів і установ виконання покарань та інших соціальних інституцій для досягнення мети виправлення і ресоціалізації засуджених.

## Завдання
Соціально-виховна робота спрямована на:
- формування та закріплення в засуджених прагнення до заняття суспільно корисною діяльністю,
- сумлінного ставлення до праці,
- дотримання вимог законів та інших прийнятих у суспільстві правил поведінки,
- підвищення їх загальноосвітнього і культурного рівнів.